# 佩特鲁波利
佩特鲁波利（直译：石头城）是希腊阿提卡大區西雅典专区的市镇，位于大雅典地区的西部，雅典市中心西北7公里处。市镇面积为6.597平方公里，2021年人口数量为60,146人。
佩特鲁波利原属新利奥夏社区，1946年成为单独的社区，并在1972年提升为市镇。

## 人口数据
| 年份 | 人口数量 |
| ---- | -------- |
| 1981 | 27,902   |
| 1991 | 38,278   |
| 2001 | 48,327   |
| 2011 | 58,979   |
| 2021 | 60,146   |